# Retábulo nacional português

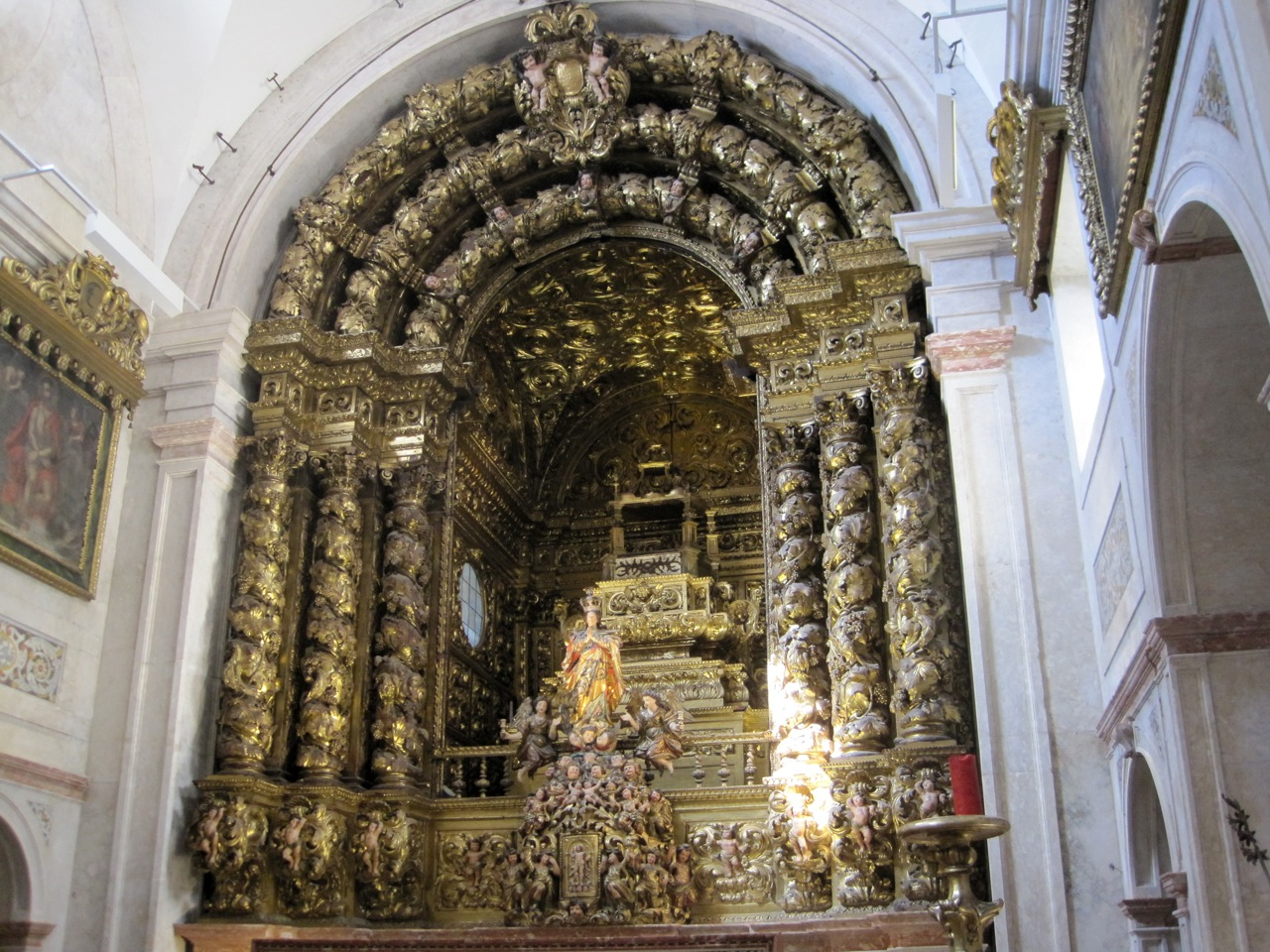
A forma típica de um altar no Estilo Nacional, com seus arcos redondos concêntricos e densa talha. Convento dos Cardais, Lisboa.

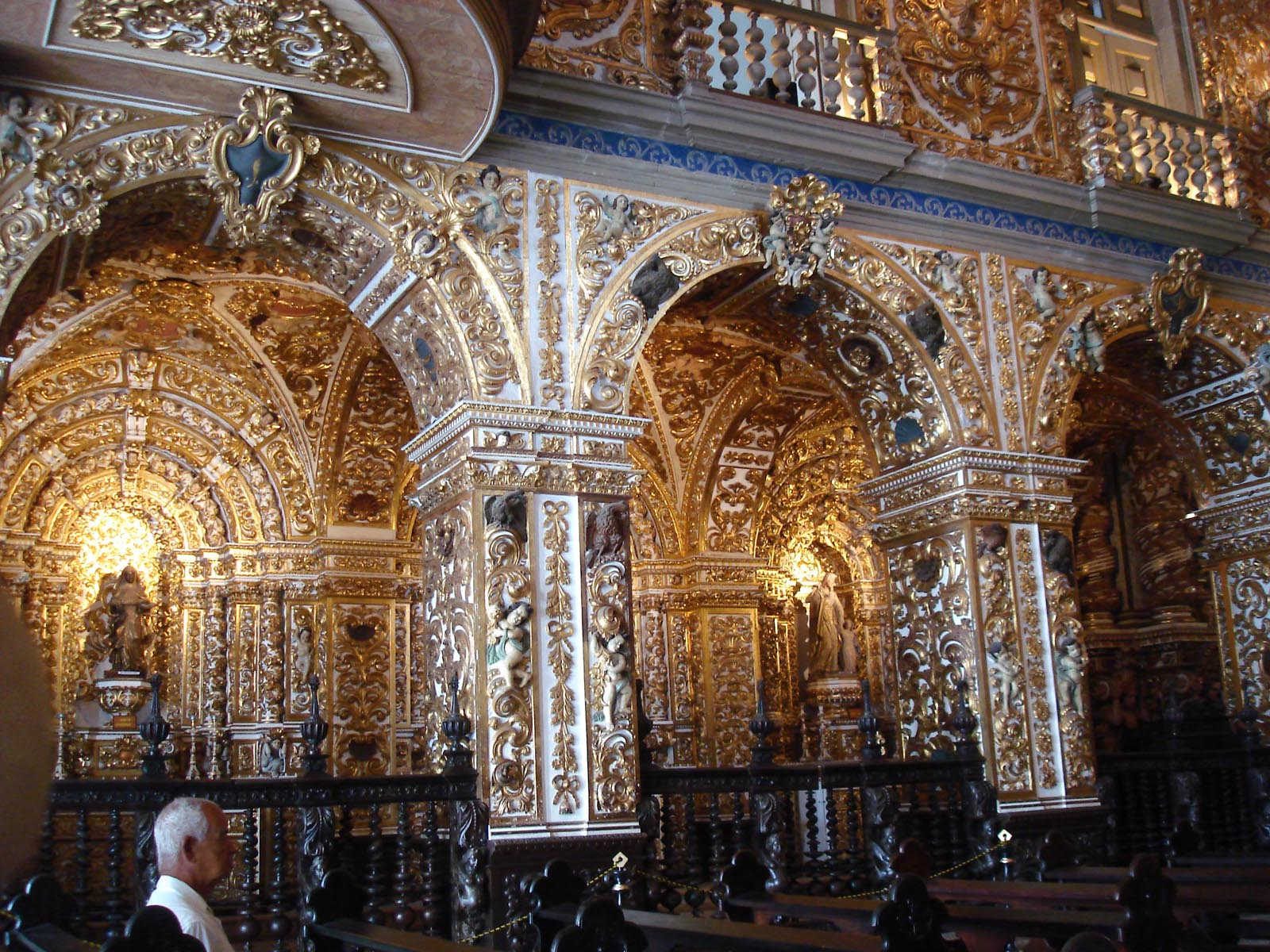
Outro exemplo, altares laterais na Igreja de São Francisco, em Salvador.

Retábulo Nacional Português ou Estilo Nacional Português é o nome atribuído à primeira fase do estilo Barroco em sua manifestação nos domínios portugueses.
O nome apareceu pela primeira vez em um estudo de Robert Smith de 1962. O estilo definiu-se entre a segunda metade e o fim do século XVII, quando a arte portuguesa iniciava uma diferenciação em relação à espanhola, até então uma influência preponderante em vista da União Ibérica, situação política que colocou os reinos de Portugal e Espanha sob uma mesma coroa, e que perdurou até 1640. No início do século XVIII o Estilo Nacional vai dando gradualmente espaço para a fase seguinte do Barroco luso-brasileiro, o Estilo Joanino. Mesmo assim, em inúmeros exemplos os estilos se confundem, e reminiscências suas seriam encontradas até o século XIX. O Estilo Nacional teve ampla disseminação em todo o antigo Império Português.
Suas características mais marcantes são uma talha dourada de grande densidade, ocupando virtualmente todas as superfícies, com predomínio dos motivos espiralados e concêntricos onde abundam ramagens de videira e acanto, entremeadas com figuras de anjos, carrancas, animais fantásticos, atlantes e cariátides, sendo a figura da fênix uma favorita. Apesar dessa proliferação de imagens esculpidas, a textura visual da talha é bastante homogênea e não sobressai demais do plano, ao contrário do que ocorreria na fase Joanina.
Nos tetos e paredes a talha se abre formando molduras de vários formatos, os “caixotões”, onde são instaladas pinturas. A estrutura dos altares é construída sobre uma caixa ou bancada, sobre a qual se apoiam as típicas colunas torcidas (salomônicas) e arcos plenos concêntricos, emoldurando um nicho profundo. Os nichos se abrem para a colocação de estatuária devocional, tendo nos santos modelos de virtude apresentados para a veneração do povo. A estrutura adquire o efeito de um arco de triunfo, resultado perfeitamente adequado à função glorificante a que se destinava.
Nos retábulos-mores inicia a elaboração do modelo do trono escalonado, em cujo topo se instala a estátua do santo, coberto por um baldaquino, uma simbólica “escada para o céu”, elemento que se desenvolverá e adquirirá importância superlativa nos períodos seguintes como um recurso de uso geral.
No Brasil a Capela Dourada de Recife constituiria o precursor. Na cidade de Salvador (Bahia) conservam-se retábulos desse estilo no convento Carmelita de Santa Tereza, no Hospício de Nossa Senhora da Boa Viagem, antigo colégio jesuíta (atual Catedral) e no convento de São Francisco, entre os exemplos mais conhecidos. A Igreja de São Francisco de Salvador constitui o mais impressionante exemplo brasileiro, tanto em termos de unidade estilística, quanto pela qualidade e opulência de sua talha decorativa. 